# Sangre para un vampiro
Sangre para un vampiro (The Black Castle) es una novela de terror del autor estadounidense Les Daniels escrita en 1978. Es la primera de las novelas del autor en torno a la figura del vampiro Don Sebastián de Villanueva.
En España fue publicada en 1981 por la editorial El Cid.

## Sinopsis
La historia comienza en el siglo XV, durante el reinado de los Reyes Católicos, en un período caracterizado por el fanatismo religioso que lleva a la creación de la Santa Inquisición, que en nombre de la salvación de las almas corruptas, lleva a cabo atroces crímenes.
En esta época Diego de Villanueva, Gran Inquisidor y ambicionando el poder de Tomás de Torquemada pretende sorprender al mundo escribiendo la obra cumbre sobre la brujería, que permitirá a la humanidad conocer la verdad sobre las brujas, sus horrores y sus poderes, desenmascarándolas y pudiéndolas ejecutar públicamente.
Para llevar a cabo su obra Don Diego hace que su hermano, Sebastián de Villanueva, muerto en la guerra contra los moros y convertido en vampiro, la escriba. Sostenido por la sangre de los herejes encarcelados en las mazmorras de la Inquisición que Diego le proporciona, Don Sebastián permanece oculto en las propiedades familiares y su existencia sólo es conocida por Diego y Pedro, su lugarteniente fiel. La historia avanza a través de los avatares y enfrentamientos de los dos hermanos hasta la definitiva redacción del libro y la reacción de Torquemada al conocerlo.